# Bystrík

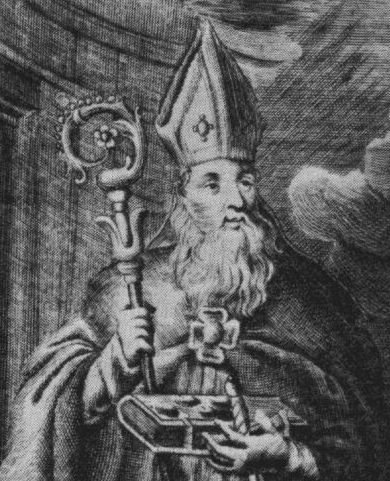
Sankt Bystrík

Sankt Bystrík (lateinisch Beztertus Nitriensis, Bestredius, Bestridus, Bestricus, Bistridus, Bistritus; ungarisch Beszteréd, Besztrik, Besztríd, Beszter) (* ? Umgebung von Nitra (dt. Neutra); † 27. September 1046 in Pest) war ein Neutraer (höchstwahrscheinlich) Bischof und Märtyrer, der während des sog. ungarischen Heidenaufstandes im Jahre 1046 in Pest (heute Budapest) ermordet wurde.

## Historische Quellen
Sein Leben und seine Anwesenheit bei der Ermordung von Sankt Gerhard (ungarisch: Gellért) und sein Tod im Jahre 1046 werden von folgenden Chroniken und Legenden beschrieben: 
- Legenda maior des Märtyrerbischofs St. Gerhard,
- Ungarische Chronik aus dem 14. Jahrhundert
- Chronik von Ofen
- Chronik von Dubnica
- Ungarische Bilderchronik
- Chronik von Henrich de Mügeln
- Chronik von Johannes Thuroczius (Ján z Turca)

Sankt Bystrík wird als Neutraer Bischof erstmals in den Annales ecclesiastici regni Hungariae (1644) von Melchior Inchofer bezeichnet.

## Ermordung von Sankt Bystrík
Die Ermordung von Sankt Bystrík ist in den historischen Quellen in zwei verschiedenen Versionen beschrieben. Beide Versionen besagen, dass die Ketzer – d. h. Vatha und seine Kumpane – die Bischöfe Gerhard, Buldus, Bystrík und Benetus angriffen, die den Fürsten Andreas und Levente aus Stuhlweißenburg (Székesfehérvár) nach Pest entgegengingen. 
Die erste Version der Ermordung, d. h. die Legenda maior des Märtyrerbischofs St. Gerhard, besagt nur, dass die Heiden dem Bischof Bystrík tödliche Verletzungen zufügten und er dann am dritten Tage gestorben ist. Die Verletzung erfolgte am rechten Ufer der Donau in Buda. 
Die zweite Version der Ermordung, die in der Ungarischen Chronik aus dem 14. Jahrhundert, Chronik von Ofen, Chronik von Dubnica, Ungarischen Bilderchronik und Chronik von Johannes Thuroczius enthalten ist, stellt die Passion von Sankt Bystrík ausführlicher dar. Nach dem Angriff der Ketzer, während der Ermordung von Bischof Gerhard, hätten die Bischöfe Bystrík und Benetus mit einem Boot die Donau überquert, um ihr Leben zu retten. Am anderen Ufer der Donau begegneten die Bischöfe auch den Ketzern, die Bischof Bystrík gleich mit einem Schwert so schwer verwundeten, dass er am dritten Tag verstarb.
Antonio Bonfini nimmt in seiner ungarischen Geschichte den Tod von Sankt Bystrík schon am zweiten Tag nach der Verletzung an. Dasselbe meinten auch Melchior Inchofer und einige andere Historiker.
Die Angabe, dass der Bischof Bystrík mit dem Schwert verletzt wurde, stammt aus der gereimten Chronik Henrichs de Mügeln.

## Heilsprechung
Sankt Bystrík ist zwar gleich am zweiten (nächsten) oder am dritten Tag nach der Ermordung von Sankt Gerhard am 24. September 1046 gestorben, den gemeinsamen Feiertag aller drei gestorben Bischöfe (Gerhard, Buldus, Bystrík) legte 1092 die Synode in Szabolcs nach ihrer Heilsprechung von 1083 auf den 24. September fest.